# 노먼 케리

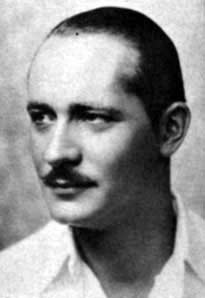

노먼 케리(Norman Kerry, 1894년 6월 16일 ~ 1956년 1월 12일)는 미국의 배우, 영화배우이다.
로체스터에서 태어났으며 로스앤젤레스에서 사망하였다. 사인은 심근 경색이다.

## 영화
- 괴인 서커스단의 비밀 (1927년)
- 오페라의 유령 (1925년)
- 버터플라이 (1924년)
- 디 아퀴틀 (1923년)
- 노틀담의 꼽추 (1923년)